# Miasta Sri Lanki
Według danych oficjalnych pochodzących z 2012 roku Sri Lanka posiadała ponad 40 miast o ludności przekraczającej 7 tys. mieszkańców. Stolica kraju Kolombo jako jedyne miasto liczyło ponad pół miliona mieszkańców; 5 miast z ludnością 100÷500 tys.; 11 miast z ludnością 50÷100 tys.; 14 miast z ludnością 25÷50 tys. oraz reszta miast poniżej 25 tys. mieszkańców.

## Największe miasta na Sri Lance
Największe miasta na Sri Lance według liczebności mieszkańców (stan na 20.03.2012):
| L.p. | Miasto                     | Dystrykt   | Liczba ludności |
| ---- | -------------------------- | ---------- | --------------- |
| 1.   | Kolombo                    | Kolombo    | 647 100         |
| 2.   | Dehiwala-Mount Lavinia     | Kolombo    | 210 546         |
| 3.   | Moratuwa                   | Kolombo    | 177 563         |
| 4.   | Negombo                    | Gampaha    | 121 701         |
| 5.   | Sri Dźajawardanapura Kotte | Kolombo    | 116 366         |
| 6.   | Kandy                      | Kandy      | 109 343         |
| 7.   | Kalmunai                   | Ampara     | 94 579          |
| 8.   | Galle                      | Galle      | 90 270          |
| 9.   | Batticaloa                 | Batticaloa | 80 313          |

## Alfabetyczna lista miast na Sri Lance
- Ambalangoda
- Ampara
- Anuradhapura
- Avissawella
- Badulla
- Batticaloa
- Beruwala
- Chavakacheri
- Chilaw
- Dehiwala-Mount Lavinia
- Dżafna
- Galle
- Gampaha
- Gampola
- Hambantota
- Ja-Ela
- Kalmunai
- Kalutara
- Kandy
- Kattankudy
- Katunayake
- Kegalle
- Kilinochchi
- Kinniya
- Kolombo
- Kolonnawa
- Kurunegala
- Mannar
- Matale
- Matara
- Minuwangoda
- Moneragala
- Moratuwa
- Mullaitivu
- Negombo
- Nuwara Eliya
- Panadura
- Peliyagoda
- Point Pedro
- Polonnaruwa
- Puttalam
- Ratnapura
- Sri Dźajawardanapura Kotte
- Tangalle
- Trikunamalaja
- Valvettithurai
- Vavuniya
- Wattala-Mabola
- Wattegama
- Weligama